# Inhaúma (lancha a vapor)
O Inhaúma foi um navio de guerra do tipo lancha a vapor que serviu a Armada Imperial Brasileira durante a Guerra do Paraguai. Recebeu este nome como uma homenagem ao Visconde de Inhaúma, comandante supremo das forças navais aliadas. No dia 17 de agosto de 1869 participou da terceira expedição no rio Manduvirá com a missão de caçar os últimos navios da Armada Paraguaia.